# مارتن فرانسوا
مارتن فرانسوا (بالفرنسية: Martin François)‏ (23 ديسمبر 1996 بفرنسا - ) هو لاعب كرة قدم فرنسي في مركز الوسط. لعب مع نادي سوشو.

## وصلات خارجية
- مارتن فرانسوا على موقع قاعدة بيانات كرة القدم.إي يو (الإنجليزية)
- مارتن فرانسوا على موقع Soccerway.com (الإنجليزية)